# اتحاد الوطنيين الديمقراطيين والتقدميين
اتحاد الوطنيين الديمقراطيين والتقدميين (بالفرنسية: Union des Patriotes Démocrates et Progressistes)‏ هو حزب سياسي وسطي في النيجر، أسسه وقاده أندريه ساليفو، الذي ترشح للرئاسة في عدة مناسبات.  شغل الحزب مقاعد في الجمعية الوطنية بين عامي 1993 و1999.

## التاريخ
تأسس الحزب في 11 ديسمبر 1990. حصل على 3٪ من الأصوات في انتخابات 1993 البرلمانية وفاز بمقعدين. على الرغم من أن ساليفو كان رئيسًا مؤقتًا للدولة أثناء الانتقال إلى الحكم الديمقراطي في عام 1991، وبالتالي مُنع من الترشح في الانتخابات الرئاسية عام 1993؛  بدلاً من ذلك، تم ترشيح إلا كانيه كمرشح للحزب، واحتل المركز الخامس من بين ثمانية مرشحين بنسبة 3٪ من الأصوات.  بعد الانتخابات، دخل الحزب في المعارضة حتى عام 1995. 
في الانتخابات البرلمانية عام 1995، تم تقليص حصة الحزب إلى مقعد واحد.   في أعقاب انقلاب عام 1996، لم يشارك الحزب في الانتخابات الرئاسية لعام 1996، لكنه خاض الانتخابات البرلمانية في وقت لاحق من العام. بسبب مقاطعة المعارضة الرئيسية، فاز الحزب بأربعة مقاعد، وهي أفضل نتيجة له على الإطلاق. 
في الانتخابات العامة 1999 التي أعقبت انقلابًا آخر، ترشح ساليفو للرئاسة مرة أخرى، حيث حل في المركز السادس من بين سبعة مرشحين بنسبة 2٪ من الأصوات.  لكن في الانتخابات النيابية كانت نسبة تصويت الحزب 0.6٪ فقط، مما أدى إلى خسارته جميع المقاعد الأربعة. ولم يرشح الحزب مرشحًا رئاسيًا في الانتخابات العامة لعام 2004، وظل بلا مقاعد بعد حصوله على 0.2٪ فقط من الأصوات في الانتخابات النيابية. ومع ذلك، تم منح ساليفو دورًا في حكومة محمد تانجا. 
وشهدت الانتخابات البرلمانية لعام 2009 تراجع نصيب الحزب من الأصوات إلى 0.04٪ فقط. لم يخض الانتخابات العامة 2011 أو 2016.